# Bethel (Kornwalia)
Bethel – wieś w Anglii, w Kornwalii. Leży 61 km na północny wschód od miasta Penzance i 351 km na zachód od Londynu.